# Баркалов, Сергей Николаевич
Сергей Николаевич Баркалов (род. 1 марта 1973, Воронеж) — советский, украинский и российский футболист, вратарь.

## Биография
Воспитанник воронежского футбола. На взрослом уровне начал играть в 1990 году в команде «Каучук» (Стерлитамак), за два сезона принял участие в 17 матчах во второй низшей лиге СССР.
После распада СССР перебрался на Украину и провёл три сезона в первой лиге за клуб «Артания» (Очаков), сыграл 71 матч. В сезоне 1994/95 перешёл в кременчугский «Кремень», в его составе дебютировал в высшей лиге Украины 10 марта 1995 года в матче против «Волыни». Всего за два неполных сезона сыграл 8 матчей в высшей лиге.
В начале 1996 года вместе с группой бывших игроков «Артании» (Андрейко, Полищук, Чунихин) перешёл в борисовский «Фомальгаут» из первой лиги Белоруссии, сыграл один матч в Кубке Белоруссии, однако команда вскоре снялась с соревнований. В том же году перешёл в клуб высшего дивизиона «Атака-Аура» (Минск), где за полтора года сыграл 9 матчей.
С 1998 года выступал за российские клубы второго дивизиона — «Локомотив» (Лиски), «Зенит» (Пенза). В 2000 году перешёл в иркутскую «Звезду», где провёл 7 сезонов. Трижды признавался лучшим игроком клуба, а в 2003 году — лучшим вратарём зоны «Восток» второго дивизиона. Затем выступал за ульяновскую «Волгу» (в её составе сыграл 15 матчей в первом дивизионе) и воронежский ФСА. В 2009 году вернулся в Иркутск, но играл уже за другой клуб — «Байкал». В общей сложности за команды Иркутска сыграл 229 матчей, а за все клубы первенства России — 297 игр. В конце карьеры был в составе «Локомотива» (Лиски), но на поле не выходил.
В 2017 году работал тренером вратарей иркутского «Зенита».